# Manuel Bonet
Manuel Bonet Muixí (Barcelona,  1913 - Roma, 1969) fue un eclesiástico español.

## Biografía
Estudió en el seminario de Barcelona, en la Pontificia Universidad Gregoriana y en la Pontificia Universidad Lateranense de Roma, por la cual se doctoró en Derecho Civil y Canónico. Tras licenciarse en Teología por el Colegio Máximo de Sarriá, ejerció de profesor en el seminario de Barcelona y en la Universidad Pontificia de Salamanca. En 1950 fue nombrado auditor en el Tribunal de la Rota Romana, donde llegó a subdecano. Fue miembro de varias comisiones conciliares en el Concilio Vaticano II. Falleció en 1969 en Roma y sus restos mortales fueron trasladados en 1996 al Monasterio de San Pedro de las Puellas, donde residía en sus estancias en Barcelona. Actualmente tiene una plaza dedicada en el barrio de Sants de Barcelona.